# Vladimir da Bulgária

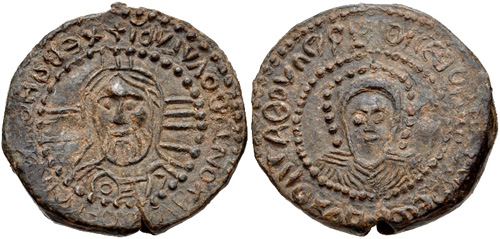
Selo do imperador Simeão r.

Vladimir (em búlgaro: Владимир), Bladímero/Vladímero (em grego medieval: Βλαδίμηρος; romaniz.: Bladímeros), Baldimer/Valdimer (Βαλδίμερ), Bladimer/Vladimer (Βλαδίμερ) ou Laodimir (em latim: Laodimir), também chamado Rasate (em búlgaro: Расате), foi o knyaz da Bulgária entre 889 e 893.

## História
Vladimir se tornou o governante (knyaz) da Bulgária quando seu pai, Bóris I (Bóris adotou o nome de Miguel depois da sua conversão ao cristianismo), decidiu se retirar para um mosteiro depois de reinar por 36 anos. Sinetes com inscrição "Miguel, o Monge, que é o arconte dos búlgaros" sugerem, contudo, que Bóris pode não ter aberto mão completamente do poder. 
Vladimir era o filho mais velho de Bóris e, possivelmente, o único nascido antes da conversão de Bóris. De acordo com o relato do imperador bizantino Constantino VII Porfirogênito, Vladimir participou da invasão do território sérvio antes da cristianização da Bulgária. O pouco que se sabe sobre o seu reino inclui uma aliança militar que ele firmou em 892 com os rei germânico dos francos orientais Arnulfo da Caríntia contra a Grande Morávia e que também tinha o objetivo indireto de conter as ambições bizantinas. Esta aliança foi um sério desvio em relação à política externa de amizade com o Império Bizantino defendida por seu pai.
Ele é lembrado principalmente por sua tentativa frustrada de eliminar o cristianismo da Bulgária para reinstituir o tengriismo. Segundo o relato de Constantino de Preslava em seu "Evangelho Didático", Vladimir começou a destruir sistematicamente as igrejas e a perseguir o clero cristão, que seriam, segundo o que ele acreditava, instrumentos da dominação bizantina sobre o reino búlgaro. Suas ações não foram bem recebidas nem pela população e nem pela aristocracia, o que permite concluir que ele tinha o apoio de apenas alguns boiardos. Como seria de se esperar Bóris, em 893, deixou o mosteiro e depôs o filho, cegando-o e aprisionando-o numa masmorra. Depois disso, ele desapareceu do registro histórico.
Depois de lidar com a revolta de Vladimir contra o cristianismo, Bóris entregou o governo ao seu terceiro filho, Simeão I, durante o Concílio de Preslava, que foi convocado justamente para tratar desta atrapalhada tentativa de retorno ao paganismo.